# 16 (število)
16 (šéstnajst ali šestnájst) je naravno število, za katero velja 16 = 15 + 1 = 17 − 1.

## V matematiki
- četrto kvadratno število {\displaystyle 16=4^{2}\,\!}.
- deveto sestavljeno število.
- deveto Ulamovo število {\displaystyle 16=3+13\,\!}.
- najmanjše Erdős–Woodsovo število

## V znanosti
- vrstno število 16 ima žveplo (S).

## Drugo

### Leta
- 416 pr. n. št., 316 pr. n. št., 216 pr. n. št., 116 pr. n. št., 16 pr. n. št.
- 16, 116, 216, 316, 416, 516, 616, 716, 816, 916, 1016, 1116, 1216, 1316, 1416, 1516, 1616, 1716, 1816, 1916, 2016, 2116